# フィリピン民主党・国民の力
フィリピン民主党・国民の力（フィリピンみんしゅとう・こくみんのちから、Partido Demokratiko Pilipino–Lakas ng Bayan）は、フィリピンの左派政党。1982年から1992年のコラソン・アキノ政権、2016年から2022年のロドリゴ・ドゥテルテ政権で連立与党であった。